# Ski Classics 2014
Die Swix Ski Classics 2014 waren die vierte Austragung der Wettkampfserie im Skilanglauf. Sie umfasste fünf Skimarathons, die in klassischer Technik ausgetragen wurden. Die Serie begann am 12. Januar 2014 mit der La Diagonela in Zuoz, die den witterungsbedingt ausgefallenen Isergebirgslauf ersetzte, und endete am 29. März 2014 mit dem Årefjällsloppet von Vålådalen nach Åre. Das ursprünglich als sechstes Rennen geplante Birkebeinerrennet wurde witterungsbedingt abgesagt.
Sieger der Gesamtwertung wurden Johan Kjølstad bei den Männern und Seraina Boner bei den Frauen.

## Männer

### Ergebnisse
| 1. Ski Classics in Bedřichov – Isergebirgslauf | 1. Ski Classics in Bedřichov – Isergebirgslauf | 1. Ski Classics in Bedřichov – Isergebirgslauf | 1. Ski Classics in Bedřichov – Isergebirgslauf | 1. Ski Classics in Bedřichov – Isergebirgslauf |
| ---------------------------------------------- | ---------------------------------------------- | ---------------------------------------------- | ---------------------------------------------- | ---------------------------------------------- |
| Datum                                          | Disziplin                                      | Erster Platz                                   | Zweiter Platz                                  | Dritter Platz                                  |
| 12. Januar 2014                                | 50 km klassisch                                | ausgefallen                                    | ausgefallen                                    | ausgefallen                                    |

| 1. Ski Classics in Zuoz – La Diagonela (Ersatz für Isergebirgslauf) | 1. Ski Classics in Zuoz – La Diagonela (Ersatz für Isergebirgslauf) | 1. Ski Classics in Zuoz – La Diagonela (Ersatz für Isergebirgslauf) | 1. Ski Classics in Zuoz – La Diagonela (Ersatz für Isergebirgslauf) | 1. Ski Classics in Zuoz – La Diagonela (Ersatz für Isergebirgslauf) |
| ------------------------------------------------------------------- | ------------------------------------------------------------------- | ------------------------------------------------------------------- | ------------------------------------------------------------------- | ------------------------------------------------------------------- |
| Datum                                                               | Disziplin                                                           | Erster Platz                                                        | Zweiter Platz                                                       | Dritter Platz                                                       |
| 12. Januar 2014                                                     | 52 km klassisch                                                     | Rikard Tynell                                                       | Johan Kjølstad                                                      | John Kristian Dahl                                                  |

| 2. Ski Classics im Val di Fiemme und Val di Fassa – Marcialonga | 2. Ski Classics im Val di Fiemme und Val di Fassa – Marcialonga | 2. Ski Classics im Val di Fiemme und Val di Fassa – Marcialonga | 2. Ski Classics im Val di Fiemme und Val di Fassa – Marcialonga | 2. Ski Classics im Val di Fiemme und Val di Fassa – Marcialonga |
| --------------------------------------------------------------- | --------------------------------------------------------------- | --------------------------------------------------------------- | --------------------------------------------------------------- | --------------------------------------------------------------- |
| Datum                                                           | Disziplin                                                       | Erster Platz                                                    | Zweiter Platz                                                   | Dritter Platz                                                   |
| 26. Januar 2014                                                 | 70 km klassisch                                                 | Simen Østensen                                                  | John Kristian Dahl                                              | Jørgen Aukland                                                  |

| 3. Ski Classics in Oberammergau – König-Ludwig-Lauf | 3. Ski Classics in Oberammergau – König-Ludwig-Lauf | 3. Ski Classics in Oberammergau – König-Ludwig-Lauf | 3. Ski Classics in Oberammergau – König-Ludwig-Lauf | 3. Ski Classics in Oberammergau – König-Ludwig-Lauf |
| --------------------------------------------------- | --------------------------------------------------- | --------------------------------------------------- | --------------------------------------------------- | --------------------------------------------------- |
| Datum                                               | Disziplin                                           | Erster Platz                                        | Zweiter Platz                                       | Dritter Platz                                       |
| 2. Februar 2014                                     | 50 km klassisch                                     | Johan Kjølstad                                      | Simen Østensen                                      | Daniel Tynell                                       |

| 4. Ski Classics von Sälen nach Mora – Wasalauf | 4. Ski Classics von Sälen nach Mora – Wasalauf | 4. Ski Classics von Sälen nach Mora – Wasalauf | 4. Ski Classics von Sälen nach Mora – Wasalauf | 4. Ski Classics von Sälen nach Mora – Wasalauf |
| ---------------------------------------------- | ---------------------------------------------- | ---------------------------------------------- | ---------------------------------------------- | ---------------------------------------------- |
| Datum                                          | Disziplin                                      | Erster Platz                                   | Zweiter Platz                                  | Dritter Platz                                  |
| 2. März 2014                                   | 90 km klassisch                                | John Kristian Dahl                             | Johan Kjølstad                                 | Jörgen Brink                                   |

| 5. Ski Classics von Rena nach Lillehammer – Birkebeinerrennet | 5. Ski Classics von Rena nach Lillehammer – Birkebeinerrennet | 5. Ski Classics von Rena nach Lillehammer – Birkebeinerrennet | 5. Ski Classics von Rena nach Lillehammer – Birkebeinerrennet | 5. Ski Classics von Rena nach Lillehammer – Birkebeinerrennet |
| ------------------------------------------------------------- | ------------------------------------------------------------- | ------------------------------------------------------------- | ------------------------------------------------------------- | ------------------------------------------------------------- |
| Datum                                                         | Disziplin                                                     | Erster Platz                                                  | Zweiter Platz                                                 | Dritter Platz                                                 |
| 15. März 2014                                                 | 56 km klassisch                                               | ausgefallen                                                   | ausgefallen                                                   | ausgefallen                                                   |

| 6. Ski Classics von Vålådalen nach Åre – Årefjällsloppet | 6. Ski Classics von Vålådalen nach Åre – Årefjällsloppet | 6. Ski Classics von Vålådalen nach Åre – Årefjällsloppet | 6. Ski Classics von Vålådalen nach Åre – Årefjällsloppet | 6. Ski Classics von Vålådalen nach Åre – Årefjällsloppet |
| -------------------------------------------------------- | -------------------------------------------------------- | -------------------------------------------------------- | -------------------------------------------------------- | -------------------------------------------------------- |
| Datum                                                    | Disziplin                                                | Erster Platz                                             | Zweiter Platz                                            | Dritter Platz                                            |
| 29. März 2014                                            | 61 km klassisch (verkürzt von 75 km)                     | Daniel Richardsson                                       | Stanislav Řezáč                                          | Anders Aukland                                           |

### Gesamtwertung
| |                      |        |
| \| Rang \| Name \| Punkte \| \| ---- \| -------------------- \| ------ \| \| 1. \| Johan Kjølstad \| 780 \| \| 2. \| John Kristian Dahl \| 643 \| \| 3. \| Simen Østensen \| 581 \| \| 4. \| Stanislav Řezáč \| 550 \| \| 5. \| Anders Aukland \| 435 \| \| 6. \| Daniel Tynell \| 432 \| \| 7. \| Jörgen Brink \| 388 \| \| 8. \| Jørgen Aukland \| 363 \| \| 9. \| Christoffer Callesen \| 350 \| \| 10. \| Oskar Svärd \| 283 \| |                      |        |
| Rang | Name                 | Punkte |
| 1. | Johan Kjølstad       | 780    |
| 2. | John Kristian Dahl   | 643    |
| 3. | Simen Østensen       | 581    |
| 4. | Stanislav Řezáč      | 550    |
| 5. | Anders Aukland       | 435    |
| 6. | Daniel Tynell        | 432    |
| 7. | Jörgen Brink         | 388    |
| 8. | Jørgen Aukland       | 363    |
| 9. | Christoffer Callesen | 350    |
| 10. | Oskar Svärd          | 283    |

## Frauen

### Ergebnisse
| 1. Ski Classics in Bedřichov – Isergebirgslauf | 1. Ski Classics in Bedřichov – Isergebirgslauf | 1. Ski Classics in Bedřichov – Isergebirgslauf | 1. Ski Classics in Bedřichov – Isergebirgslauf | 1. Ski Classics in Bedřichov – Isergebirgslauf |
| ---------------------------------------------- | ---------------------------------------------- | ---------------------------------------------- | ---------------------------------------------- | ---------------------------------------------- |
| Datum                                          | Disziplin                                      | Erster Platz                                   | Zweiter Platz                                  | Dritter Platz                                  |
| 12. Januar 2014                                | 50 km klassisch                                | ausgefallen                                    | ausgefallen                                    | ausgefallen                                    |

| 1. Ski Classics in Zuoz – La Diagonela (Ersatz für Isergebirgslauf) | 1. Ski Classics in Zuoz – La Diagonela (Ersatz für Isergebirgslauf) | 1. Ski Classics in Zuoz – La Diagonela (Ersatz für Isergebirgslauf) | 1. Ski Classics in Zuoz – La Diagonela (Ersatz für Isergebirgslauf) | 1. Ski Classics in Zuoz – La Diagonela (Ersatz für Isergebirgslauf) |
| ------------------------------------------------------------------- | ------------------------------------------------------------------- | ------------------------------------------------------------------- | ------------------------------------------------------------------- | ------------------------------------------------------------------- |
| Datum                                                               | Disziplin                                                           | Erster Platz                                                        | Zweiter Platz                                                       | Dritter Platz                                                       |
| 12. Januar 2014                                                     | 52 km klassisch                                                     | Seraina Boner                                                       | Larisa Shaydurova                                                   | Susanne Nyström                                                     |

| 2. Ski Classics im Val di Fiemme und Val di Fassa – Marcialonga | 2. Ski Classics im Val di Fiemme und Val di Fassa – Marcialonga | 2. Ski Classics im Val di Fiemme und Val di Fassa – Marcialonga | 2. Ski Classics im Val di Fiemme und Val di Fassa – Marcialonga | 2. Ski Classics im Val di Fiemme und Val di Fassa – Marcialonga |
| --------------------------------------------------------------- | --------------------------------------------------------------- | --------------------------------------------------------------- | --------------------------------------------------------------- | --------------------------------------------------------------- |
| Datum                                                           | Disziplin                                                       | Erster Platz                                                    | Zweiter Platz                                                   | Dritter Platz                                                   |
| 26. Januar 2014                                                 | 70 km klassisch                                                 | Julija Tichonowa                                                | Seraina Boner                                                   | Annika Löfström                                                 |

| 3. Ski Classics in Oberammergau – König-Ludwig-Lauf | 3. Ski Classics in Oberammergau – König-Ludwig-Lauf | 3. Ski Classics in Oberammergau – König-Ludwig-Lauf | 3. Ski Classics in Oberammergau – König-Ludwig-Lauf | 3. Ski Classics in Oberammergau – König-Ludwig-Lauf |
| --------------------------------------------------- | --------------------------------------------------- | --------------------------------------------------- | --------------------------------------------------- | --------------------------------------------------- |
| Datum                                               | Disziplin                                           | Erster Platz                                        | Zweiter Platz                                       | Dritter Platz                                       |
| 2. Februar 2014                                     | 50 km klassisch                                     | Seraina Boner                                       | Tuva Toftdahl Staver                                | Laila Kveli                                         |

| 4. Ski Classics von Sälen nach Mora – Wasalauf | 4. Ski Classics von Sälen nach Mora – Wasalauf | 4. Ski Classics von Sälen nach Mora – Wasalauf | 4. Ski Classics von Sälen nach Mora – Wasalauf | 4. Ski Classics von Sälen nach Mora – Wasalauf |
| ---------------------------------------------- | ---------------------------------------------- | ---------------------------------------------- | ---------------------------------------------- | ---------------------------------------------- |
| Datum                                          | Disziplin                                      | Erster Platz                                   | Zweiter Platz                                  | Dritter Platz                                  |
| 2. März 2014                                   | 90 km klassisch                                | Laila Kveli                                    | Britta Johansson Norgren                       | Annika Löfström                                |

| 5. Ski Classics von Rena nach Lillehammer – Birkebeinerrennet | 5. Ski Classics von Rena nach Lillehammer – Birkebeinerrennet | 5. Ski Classics von Rena nach Lillehammer – Birkebeinerrennet | 5. Ski Classics von Rena nach Lillehammer – Birkebeinerrennet | 5. Ski Classics von Rena nach Lillehammer – Birkebeinerrennet |
| ------------------------------------------------------------- | ------------------------------------------------------------- | ------------------------------------------------------------- | ------------------------------------------------------------- | ------------------------------------------------------------- |
| Datum                                                         | Disziplin                                                     | Erster Platz                                                  | Zweiter Platz                                                 | Dritter Platz                                                 |
| 15. März 2014                                                 | 56 km klassisch                                               | ausgefallen                                                   | ausgefallen                                                   | ausgefallen                                                   |

| 6. Ski Classics von Vålådalen nach Åre – Årefjällsloppet | 6. Ski Classics von Vålådalen nach Åre – Årefjällsloppet | 6. Ski Classics von Vålådalen nach Åre – Årefjällsloppet | 6. Ski Classics von Vålådalen nach Åre – Årefjällsloppet | 6. Ski Classics von Vålådalen nach Åre – Årefjällsloppet |
| -------------------------------------------------------- | -------------------------------------------------------- | -------------------------------------------------------- | -------------------------------------------------------- | -------------------------------------------------------- |
| Datum                                                    | Disziplin                                                | Erster Platz                                             | Zweiter Platz                                            | Dritter Platz                                            |
| 29. März 2014                                            | 61 km klassisch (verkürzt von 75 km)                     | Charlotte Kalla                                          | Kerttu Niskanen                                          | Britta Johansson Norgren                                 |

### Gesamtwertung
| |                            |        |
| \| Rang \| Name \| Punkte \| \| ---- \| -------------------------- \| ------ \| \| 1. \| Seraina Boner \| 790 \| \| 2. \| Laila Kveli \| 650 \| \| 3. \| Susanne Nyström \| 499 \| \| 4. \| Annika Löfström \| 445 \| \| 5. \| Kristina Roberto \| 368 \| \| 6. \| Inger Liv Bjerkreim Nilsen \| 360 \| \| 7. \| Nina Lintzén \| 335 \| \| 8. \| Tuva Toftdahl Staver \| 327 \| \| 9. \| Olga Rotschewa \| 325 \| \| 10. \| Tatjana Jambajewa \| 320 \| |                            |        |
| Rang | Name                       | Punkte |
| 1. | Seraina Boner              | 790    |
| 2. | Laila Kveli                | 650    |
| 3. | Susanne Nyström            | 499    |
| 4. | Annika Löfström            | 445    |
| 5. | Kristina Roberto           | 368    |
| 6. | Inger Liv Bjerkreim Nilsen | 360    |
| 7. | Nina Lintzén               | 335    |
| 8. | Tuva Toftdahl Staver       | 327    |
| 9. | Olga Rotschewa             | 325    |
| 10. | Tatjana Jambajewa          | 320    |